# Monti della Nerča
I Monti della Nerča (in russo Нерчинский Хребет, Nerčinskij Chrebet) sono una catena montuosa della Russia siberiana sudorientale, compresa nel territorio dell'oblast' di Čita; la catena si allunga per circa 200 chilometri nell'estrema regione sudorientale siberiana, dal confine con la Mongolia alla valle del fiume Urov (affluente dell'Argun', nel bacino dell'Amur).
I Monti della Nerča sono situati in una zona dal clima continentale piuttosto arido; la vegetazione è steppica nelle zone più basse e più aride, specie nella parte meridionale, mentre viene sostituita dalla foresta nelle zone meno secche nella parte nordorientale.
La maggiore città situata nella zona è Borzja, non lontano dal confine mongolo.